# Wyprawa (film)
Wyprawa (beng. অভিযান / Abhijaan) – indyjski dramat filmowy z 1962 roku w reżyserii bengalskiego reżysera Satyajita Raya. W jednej z głównych ról wystąpiła Waheeda Rehman, gwiazda Bollywood.

## Obsada
- Soumitra Chatterjee – Narsingh
- Waheeda Rehman – Gulabi
- Ruma Guha Thakurta – Neeli
- Gyanesh Mukherjee – Josef
- Charuprakash Ghosh – Sukhanram
- Robi Ghosh – Rama
- Arun Roy – Naskar
- Shekhar Chatterjee – Rameshwar
- Ajit Banerjee – Banerjee
- Reba Devi – Joseph's mother
- Abani Mukherjee – Lawyer